# Angel Child
Angel Child ist ein Popsong, den Benny Davis, George E. Price und Abner Silver verfassten und 1922 im Musikverlag M. Whitmark & Sons, New York, veröffentlichten.

## Hintergrund
Das Songwriter-Team Davis, Price und Silver schrieb den Foxtrott Angel Child für die Musikrevue Spice of 1922, aus der auch der Song Way Down Yonder in New Orleans von Henry Creamer und Turner Layton stammte. der Vaudeville-Sänger und Co-Autor Georgie Price (1901–1964) stellte den Song in der Revue vor. Der einfach strukturierte Song bestand aus zwei Liedversen und einem Refrain; die Basis der ersten Strophe bildet die Zeile You're just as sweet as an angel. Bekannt wurde Angel Child in den Vereinigten Staaten 1922 vor allem durch die Plattenaufnahmen von Al Jolson (#1 im Mai 1922) und Ben Selvin (#7).

## Erste Aufnahmen und spätere Coverversionen
Zu den weiteren Musikern, die den Song ab 1922 coverten, gehörten das Benson Orchestra of Chicago (Victor), das Broadway Dance Orchestra (Edison 50907-L) und in Paris Mitchell’s Jazz Kings (Pathé).
In Deutschland spielten die Orchester von Marek Weber und Efim Schachmeister den Titel auf die Grammophonplatte. 
Der Diskograf Tom Lord listet im Bereich des Jazz insgesamt elf (Stand 2016) Coverversionen, u. a. von Glenn Miller (1940, mit Ray Eberle, Gesang, und Bill Finegan, Arrangement), Fred Böhler (1943), Cecil Payne (1949), Louis Armstrong (1957), in späteren Jahren auch von Sammy Rimington/Barry Martyn und Ernie Carson.
Der Song ist nicht mit dem gleichnamigen Bluestitel zu verwechseln, der u. a. von Henry Hayes' Four Kings (1946), Lightnin’ Hopkins und Memphis Slim (1948) interpretiert wurde.